# Diumenge Paella
Diumenge Paella és una sitcom valenciana emesa a la televisió pública valenciana À Punt Mèdia que compta amb 13 capítols, de 25 minuts cada un. Tracta sobre la vida d'una família valenciana.

## Repartiment
Produida per Beniwood i amb Alberto Evangelio i Ana Lorenz Fonfría com a directors. Els personatges són:
- Lina, interpretada per Lola Moltó.
- Elvira, interpretada per Carme Juan.
- Tino, interpretat per Carles Sanjaime.
- Sara, interpretada per Sandra Cervera.[4]
- Josep, interpretat per Miquel Mars.
- Cata, interpretada per Paula Braguinsky.
- Llàtzer, interpretat per Ramón Ródenas.
- Pau, interpretat per Guille Zavala.

A més compta amb les col·laboracions capitulars de: 
- Diego Braguinsky com a Enric.
- Paula Rego com a Marina.
- Sergio Caballero com a Pere.